# 2 червня
2 червня — 153-й день року (154-й у високосні роки) у григоріанському календарі. До кінця року залишається 212 днів.

## Свята і пам'ятні дні

### Міжнародні
- День здорового харчування і відмови від надмірностей у їжі.(2011)

### Національні
- Італія: Національне свято Італійської Республіки. День проголошення Республіки (1946)
- Болгарія: День Христо Ботева.
- Азербайджан: День цивільної авіації.
- Бутан: День соціального лісового господарства.
- Аргентина:
  - Національний день собаки. (Día Nacional del Perro)
  - День пожежників-добровольців. (Día del Bombero Voluntario)
  - День випускника в галузі економічних наук. (Día del graduado en Ciencias Económicas)
- США: Національний день морозива Rocky Road і Національний день курки гриль

### Релігійні

#### Християнство
- День Святих Мучеників Марцеліна і Петра.
- День Святого Євгенія I, Папи Римського.

Православні:
- Святителя Никифора, сповідника, патріраха Константинопольського.
- Великомученика Іоана Нового, Сучавського
- Священномученика Пофина, єпископа Ліонського, і тих, що з ним постраждали.
- Мучениці Бландини і мученика Понтика Ліонських.

### Іменини
- ✙ Православні: Іван[1]
- ✝  Католицькі: Євген/Євгеній

## Події
- 455 — вандали захопили Рим, після чого грабували його протягом двох тижнів
- 1537 — Спеціальною буллою Папа Римський Павло III визнав індіанців людьми з душами і заборонив перетворення їх на рабів.
- 1652 — В битві під Батогом козацько-татарські війська під керівництвом Богдана Хмельницького розгромили армію Речі Посполитої на чолі з М. Калиновським.
- 1842 — побачив світ перший том роману Миколи Гоголя «Мертві душі».
- 1851 — Штат Мен (США) першим ввів на своїй території «сухий закон».
- 1857 — Джеймс Ґіббс (James Gibbs) з Вірджинії запатентував однониткову стіжкову швацьку машинку.
- 1859 — на острові Хонсю (Японія) засновано місто Йокогама.
- 1896 — італієць Ґульєльмо Марконі запатентував радіо.
- 1918 — Німецька імперія та Австро-Угорська імперія юридично визнали владу гетьмана в Україні.
- 1924 — американський Конгрес надав громадянство усім американським індіанцям.
- 1946 — внаслідок проведеного в Королівстві Італія плебісциту ліквідовано монархію і проголошено створення Італійської Республіки.
- 1953 — коронація Єлизавети ІІ, королеви Великої Британії.
- 1962 — Новочеркаський розстріл – у місті Новочеркаську Ростовської області (РРФСР) жорстоко придушено демонстрацію робітників, що протестували проти підвищення цін — загинуло 24 людини, поранено 39 чоловік.
- 1976 — Посадка Як-40 в Осокорках;
- 1996 — Україна офіційно втратила статус ядерної держави;
- 2010 — депутати Національної асамблеї Квебеку одностайно прийняли законопроєкт про визнання Голодомору 1932—1933 рр. геноцидом українського народу та проголосили День пам'яті жертв Голодомору.

## Народились
Дивись також Категорія:Народились 2 червня
- 1449 — Доменіко Гірландайо, італійський художник доби Раннього Відродження, представник флорентійської школи.
- 1740 — Маркіз де Сад, французький письменник, філософ, основоположник садизму (пом. 2 грудня 1814 року).
- 1743 — Алессандро Каліостро (Джузеппе Бальзамо), авантюрист, який видавав себе за мага, гіпнотизера та масона високого ступеня серед верхівок європейського суспільства.
- 1835 — Пій X, Папа Римський (1903–1914).
- 1840 — Томас Гарді, англійський романіст, новеліст та поет.
- 1841 — Федеріко Дзандоменегі, італійській художник, представник імпресіонізму. Син італійського скульптора П'єтро Дзандоменегі.
- 1857 — Карл Адольф Г'єллеруп, данський поет та письменник, лауреат Нобелівської премії з літератури 1917.
- 1863 — Фелікс Вейнгартнер, австрійський диригент, композитор і піаніст.
- 1868 — Федір Андерс, інженер- конструктор, конструктор першого в Україні дирижабля.
- 1904 — Джонні Вайссмюллер, американський спортсмен-плавець, п'ятиразовий олімпійський чемпіон, а також актор, найвідоміший виконавець ролі Тарзана.
- 1919 — Юрій Тимошенко (Тарапунька), український артист естради, актор.
- 1928 — Леопольд Ященко, український музикознавець, фольклорист, диригент, композитор, засновник та керівник хору «Гомін».
- 1929 — Галина Хоткевич, українська писанкарка у Франції, популяризаторка життя та творчості Гната Хоткевича.
- 1936 — Володимир Голубничий, український легкоатлет, олімпійський чемпіон, рекордсмен світу зі спортивної ходьби.
- 1942 — Едуард Кирич, український художник-аніматор, художник та сценарист, лауреат Шевченківської премії.
- 1945 — Річард Лонг, британський художник, авангардист, представник концептуального мистецтва, ленд-арту.
- 1946 — Ярослав Лупій, український кінорежисер («Данило — князь Галицький», «Хліб дитинства мого»).
- 1953 — Володимир Барна, український поет, журналіст, громадський діяч.
- 1977 — Закарі Квінто, американський актор і кінопродюсер («Зоряний шлях»).

## Померли
Дивись також Категорія:Померли 2 червня
- 657 — Євгеній I, сімдесят п'ятий папа Римський (з 10 червня 654).
- 1716 — Огата Корін, японський художник.
- 1882 — Джузеппе Гарібальді, італійський патріот, борець за об'єднання Італії.
- 1935 — Андрій Чайковський, український письменник, громадсько-політичний діяч, правник, один з організаторів УСС, повітовий комісар ЗУНР у Самборі.
- 1944 — Фотій Красицький, класик українського малярства та графіки, внучатий небіж Т.Шевченка.
- 1988 — Радж Капур, індійський актор, режисер, сценарист, продюсер.
- 1997 — Микола Озеров, 24-разовий чемпіон СРСР з тенісу, артист, спортивний коментатор.
- 1998 — Володимир Симоненко, український джазовий піаніст, музикознавець, музично-громадський діяч, заслужений працівник культури України.
- 2008 — Бо Діддлі, американський музикант, співак, скрипаль і гітарист, що працював у напрямках електричного блюзу, рок-н-ролу i ритм-енд-блюзу.
- 2012 — Кетрін Джустен, американська телевізійна акторка. Дворазова володарка американської премії «Еммі».